# Acacia aneura
Espèce
Classification phylogénétique
Statut de conservation UICN

 LC  : Préoccupation mineure
Acacia aneura, communément appelé Mulga ou vrai Mulga, est une espèce de plantes à fleurs de la famille des Fabaceae. C'est un arbre à croissance lente pouvant atteindre 10 mètres de haut originaire des régions arides de l'intérieur de l'Australie.

## Description
À la différence de beaucoup d'autres espèces, il est dépourvu d'épines et ses phyllodes peuvent mesurer 8 centimètres de long. Les fleurs jaunes apparaissent au printemps ou après la pluie. Les fruits, des gousses, sont consommés par les aborigènes qui récupèrent les graines pour faire des pates. L'arbre peut être aussi parasité par un insecte et développer des galles aux extrémités des branches; Ces galles sont aussi consommées par les aborigènes.

## Distribution
Les zones où on le rencontre couvrent à peu près 20 % du territoire australien soit environ 1 500 000 km2. Il a besoin de pluies aussi bien en été qu'en hiver pour pousser.

## Galerie

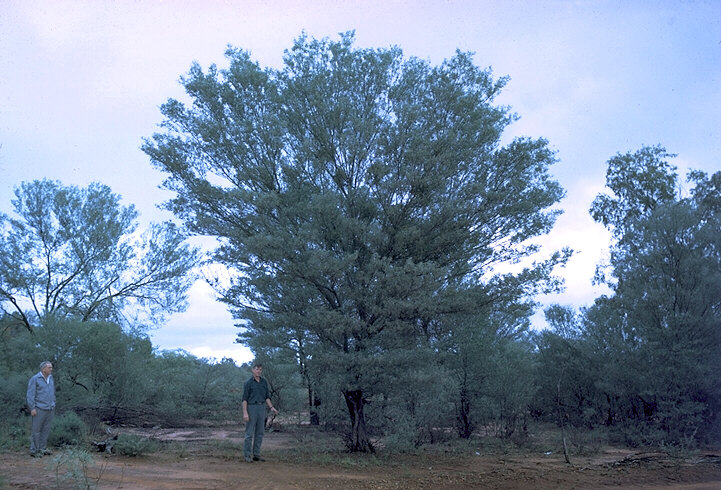
Arbre.
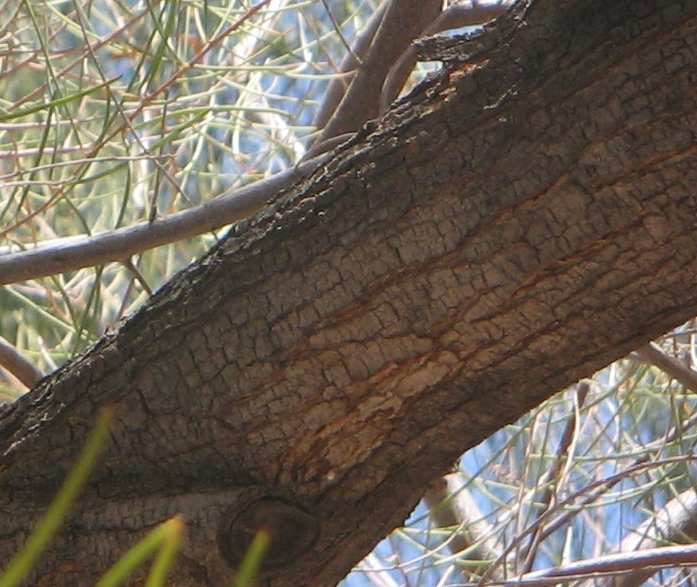
Écorce de l'arbre.
Fruits et feuilles.